# Janet Horne
Janet Horne (ejecutada en 1727) fue la última persona en ser ejecutada legalmente por brujería en las Islas británicas.
Horne y su hija fueron arrestadas en Dornoch en Sutherland y encarceladas debido a las acusaciones de sus vecinos. Horne mostraba señales de senilidad, y su hija tenía una deformidad en manos y pies. Los vecinos acusaron a Horne de haber utilizado a su hija como poni para cabalgar hasta el Diablo, donde la hizo herrar por él. El juicio se llevó a cabo muy deprisa; el sheriff las juzgó a ambas culpables y las sentenció a ser quemadas en la hoguera. La hija consiguió huir, pero Janet fue desnudada, untada con brea, paseada por el pueblo en un barril y luego quemada viva. Nueve años después de su muerte los actos de brujería fueron derogados en Escocia.
Janet (o Jenny) Horne era también un nombre genérico para referirse a las brujas en el norte de Escocia en aquel tiempo y esto hace difícil determinar cual pudo haber sido el nombre real de esta mujer. Los escritores contemporáneos pueden haberla llamado 'Janet Horne' sencillamente porque su nombre real era desconocido o porque el nombre fue informado como 'Janet Horne' desconociendo que este era un nombre genérico. Algunas fuentes dan la fecha de la ejecución en Dornoch como junio de 1722.

## Legado
La piedra de la Bruja en Littletown, Dornoch, marca el supuesto lugar de la ejecución de Horne.